# Sulpícia (esposa de Quinto Fúlvio Flaco)

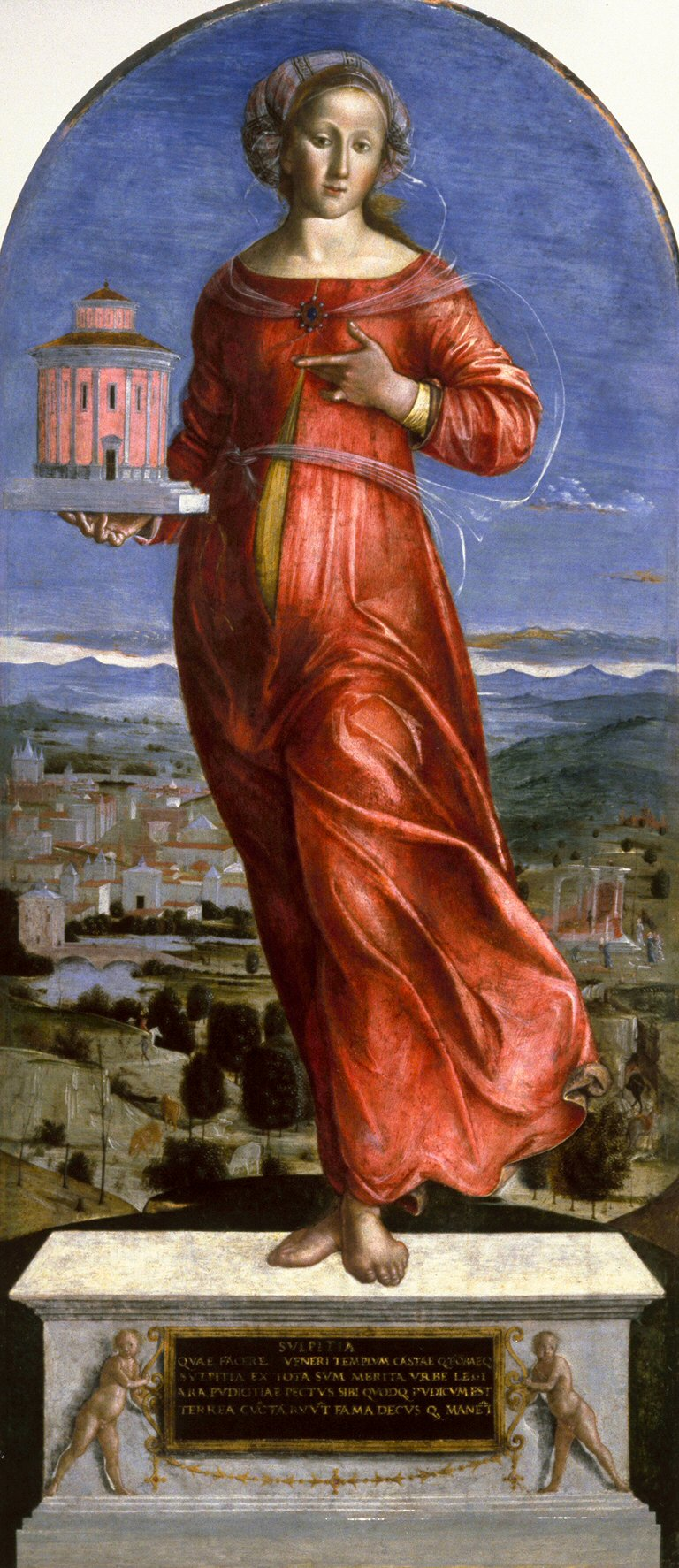
Sulpícia, Pietro di Francesco degli Orioli Museu de Arte Walters.

Sulpícia (fl. 113 a.C.) era a esposa de Quinto Fúlvio Flaco, e ganhou fama eterna quando foi escolhida como a mais casta de todas as matronas romanas. Filha de Servius Sulpicius Paterculus, Sulpicia foi uma das cem matronas romanas que eram candidatas para dedicar uma estátua de Vênus Verticordia (alteradora de coração), que se acreditava "mudar as mentes das mulheres do vício para a virtude." Utilizando o método descrito nos Livros Sibilinos, dez foram escolhidas de muitas, e estas examinadas para determinar qual era a mais pura e mais virtuosa. Julgada e eleita a mais casta, ela foi escolhida para dedicar a estátua. A história ficou tão bem conhecida entre os autores antigos que o famoso autor Giovanni Boccaccio a incluiu em seu livro De mulieribus claris.
A estátua em si antecede o templo em que ela ficou por mais de uma centena de anos, e assim deve originalmente ter sido dedicado em algum outro lugar, talvez no Templo de Vênus Ericina no Capitólio, ou o Templo de Vênus Obsequens.